# Alpinolo Magnini

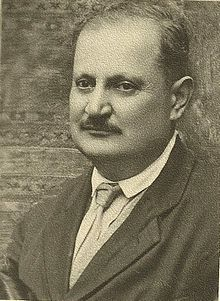
Alpinolo Magnini

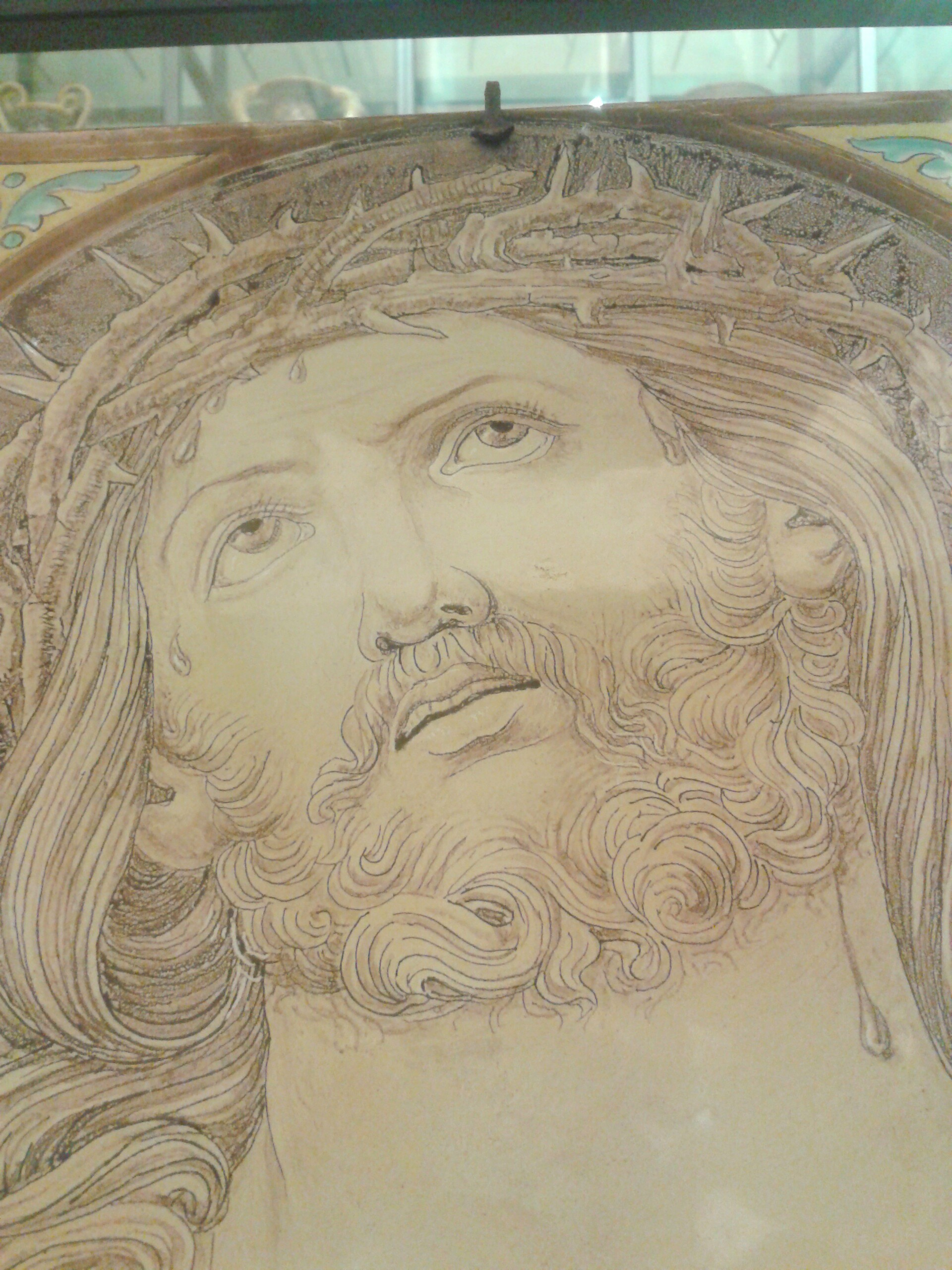
Alpinolo Magnini, Ecce Homo da Guido Reni, 1948, mattonella

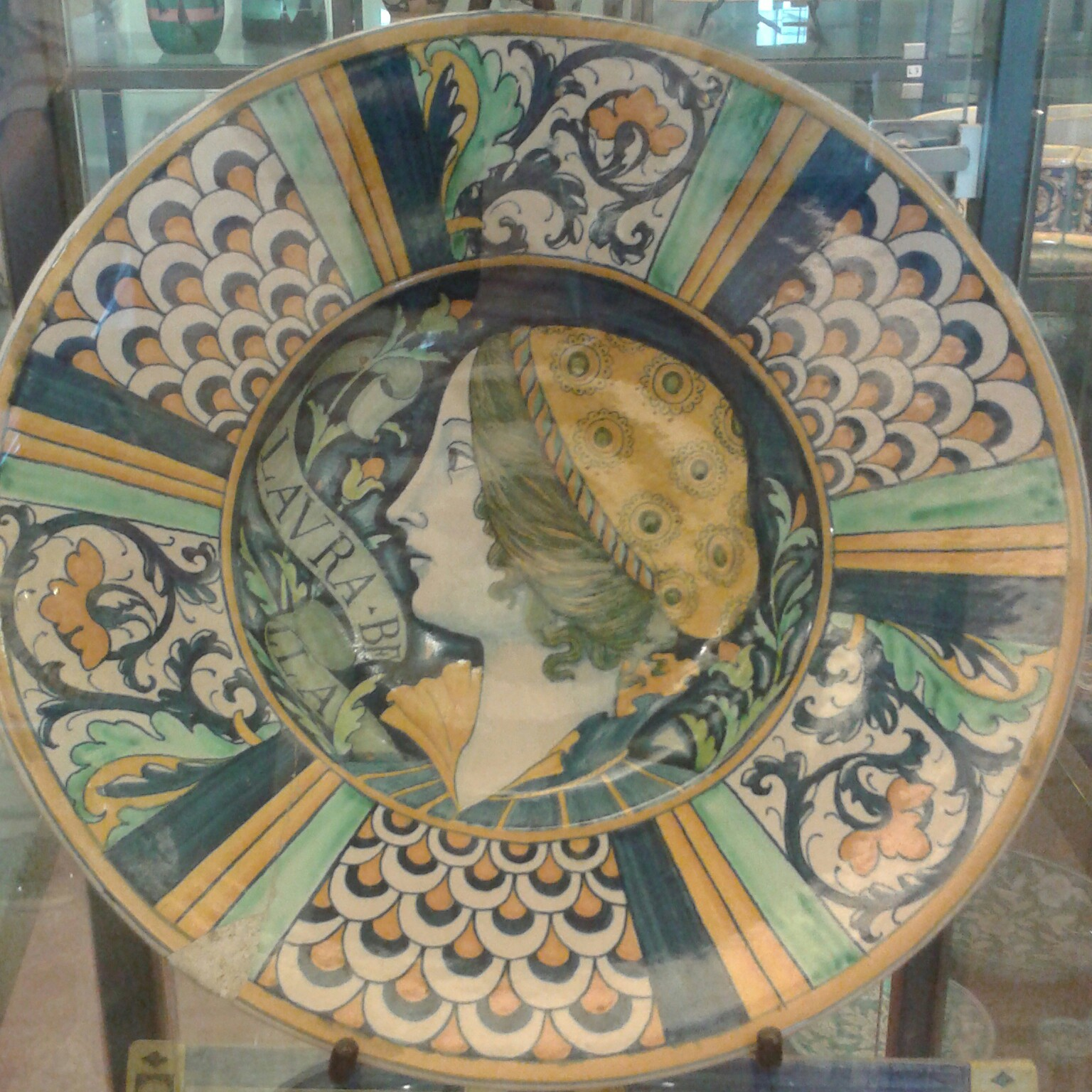
Alpinolo Magnini, Piatto a lustro con profilo femminile

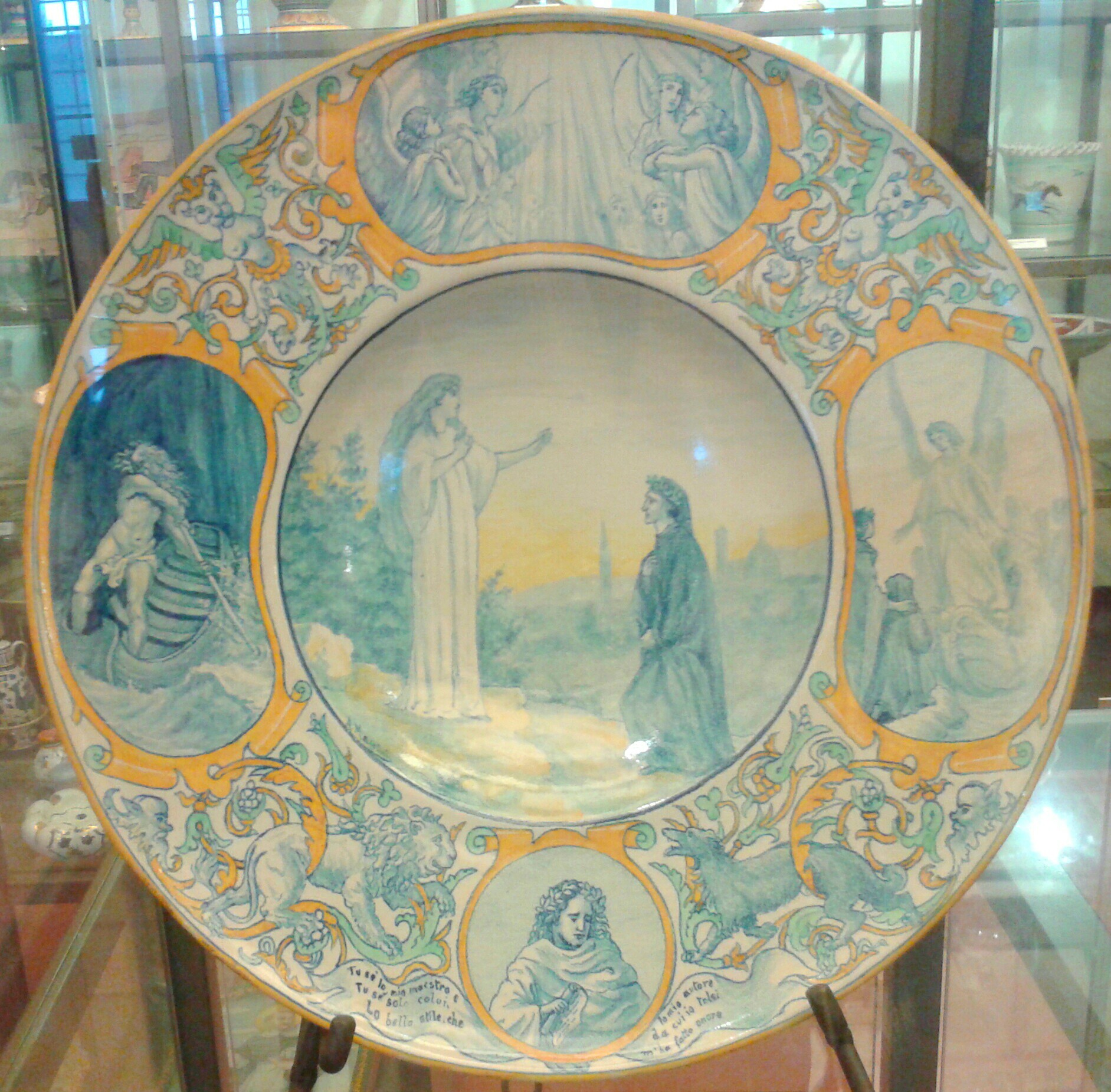
Alpinolo Magnini, Piatto con episodi della Divina Commedia, 1897

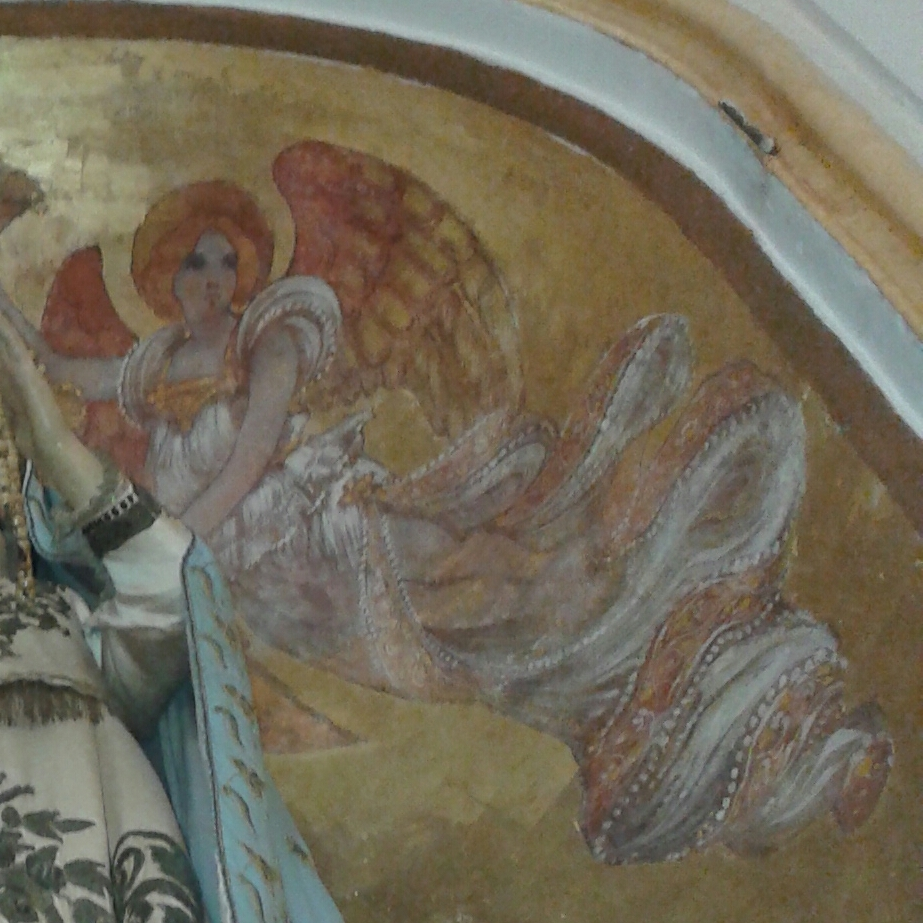
Alpinolo Magnini, Angelo svolazzante che sorregge una corona di fiori, anni '30

Alpinolo Magnini (Deruta, 23 febbraio 1877 – Deruta, 20 marzo 1953) è stato un ceramista italiano.

## Biografia
Alpinolo Magnini nacque a Deruta nel 1877, fratello di Magno Magnini e cugino di Milziade Magnini.
Alpinolo Magnini si formò all'Istituto di Belle Arti di Perugia, poi si trasferì a Roma, dove fu allievo alla Scuola del Museo Artistico e Industriale. Nel 1903 era docente alla "Scuola di Disegno Industriale" di Laveno.

### Una nuova scuola di ceramica
Allo scopo di formare una nuova generazione di pittori e decoratori, il notaio Francesco Briganti aveva fondato a Deruta un museo delle ceramiche, destinato a diventare anche sede per una scuola di disegno e di ceramica. Alpinolo Magnini vi contribuì, portando da Roma disegni ad acquerello di maioliche antiche, conservate in musei romani. La direzione del Museo fu assegnata prima ad Angelo Micheletti, che redasse l'inventario, poi ad Alfredo Santarelli, uno dei maggiori esponenti della ceramica di Gualdo Tadino del XX secolo. In questa cooperativa-scuola-museo, la formazione degli artigiani era rivolta al rilancio delle antiche tradizioni e all'imitazione di modelli rinascimentali. Furono prodotti trofei, piatti, targhe d'amore e con soggetto sacro. Tra gli insegnanti vi era il ceramista Enrico Pignatelli, morto nel 1915.
Fu chiamato da Laveno Alpinolo Magnini che si dedicò a una raffinata produzione di ceramica a lustro, secondo un'antica ricetta, recuperata da Ubaldo Grazia, discendente da un'antica famiglia di ceramisti di Deruta. Alpinolo Magnini era giovanissimo, quando aveva disegnato un paliotto, destinato a una cappella della chiesa di San Francesco, e realizzato in ceramica, nel 1890, dal medico condotto Angelo Micheletti. Il paliotto divenne il simbolo della rinascita della ceramica a Deruta. Come insegnante presso la "Scuola di Disegno Industriale" di Laveno, Alpinolo aveva amplificato la lettura critica della storia della ceramica e maturata la convinzione che la produzione dovesse essere moderna e allo stesso tempo ancorata alle tradizioni e alla cultura del passato.

### Artista e docente
Al suo ritorno a Deruta, nel 1907, gli fu affidata dunque la direzione della "Scuola comunale di Disegno per d'Arte della ceramica", fu nominato curatore del Museo comunale della ceramica e direttore tecnico e artistico della "Società Anonima Ceramiche". Fu decisivo il suo contributo al rinnovamento della tradizione ceramica derutese: la produzione di ceramica, a lustro e in stile "raffaellesco", ha segnato la storia artistica e la rinascita economica di Deruta nel XX secolo.
In questa fase di trasformazione della produzione di ceramiche a Deruta, da un lato c'è una ripresa della tradizione antica e dall'altra un deciso segno di rinnovamento del gusto e dello stile, delle forme e del decoro. Dal 1911 Magnini si specializzò infatti nella ricerca di nuove espressioni artistiche, assecondando le richieste di una clientela sempre più esigente. Di questo periodo sono due piastre eleganti, in stile Art Nouveau, con volti femminili, e la serie di ritratti di personaggi illustri. Magnini produsse maioliche in stili diversi: dall'imitazione della maiolica rinascimentale e tradizionale a ceramiche in stile Liberty e Art Déco.
Nel 1920 fu nominato direttore della nuova "Società Maioliche Deruta", dell'imprenditore di Deruta Biagio Biagiotti. Dal 1922 fu chiamato alla direzione artistica del "Consorzio Italiano Maioliche Artistiche" (C.I.M.A.), fondato da Biagio Biagiotti allo scopo di riunire, in un unico gruppo industriale, la frammentata produzione delle piccole fabbriche derutesi. Per il C.I.M.A. l'artista bolognese Emma Bonazzi (detta Tigiù), ha realizzato piccole sculture di donne sinuose e languide, in stile Déco. Negli anni successivi Magnini collaborò alla manifattura "Maiolica Derutese" di proprietà di Serafino Volpi e alla fabbrica di ceramiche "Grazia". Nella chiesa di San Francesco, a Deruta, nella nicchia della statua della Madonna del Rosario, sono stati recentemente riscoperti due Angeli svolazzanti, dipinti da Alpinolo Magnini negli anni '30.
Sposò Valeria Grandis (1899-1952).

### Opere nei musei
Maioliche e disegni ad acquerello di antiche ceramiche, opere di Alpinolo Magnini, sono oggi a Deruta, nel Museo regionale della Ceramica.

### Scuole a lui dedicate
- Liceo Artistico "Alpinolo Magnini" di Deruta.
- Istituto Omnicomprensivo "Mameli-Magnini" di Deruta.